# جبهه نجات ایران
جبهه نجات ایران جبهه آزادی ایران یا جبهه نجات‌دهنده یک سازمان ایرانی پادشاهی‌خواه در پاریس و خواستار بازگرداندن دودمان پهلوی به حکومت پس از انقلاب ۱۳۵۷ بود. رهبر این جبهه علی امینی، نخست‌وزیر پیشین ایران، بود که در ۱۹ ژانویه ۱۹۸۲ آن را بنیانگذاری کرد.
در ژوئیه ۱۹۸۳ این سازمان با نهضت مقاومت ملی ایران، سازمان دیگری در فرانسه به رهبری شاپور بختیار دربارهٔ سیاست‌های مشترک یک پیمان‌نامه امضا کرد که شامل بر تخت نشاندن رضا پهلوی بود. به گفته انوشیروان احتشامی در سال ۱۹۸۴ درگیری‌های شخصی باعث کاهش اثر این اتحاد شده بود.
گزارش شده که آژانس اطلاعات مرکزی آمریکا (سیا) بودجه سازمان را از سال ۱۹۸۲ و با پرداخت ۱۰۰٬۰۰۰ دلار کمک ماهانه تأمین کرد. این پول شامل ۲۰٬۰۰۰ تا ۳۰٬۰۰۰ دلار برای هزینه‌های رادیویی به نام رادیو نجات بود که از مصر برای ایران روزانه ۴ ساعت برنامه پخش می‌کرد.بزرگ‌ترین دستاورد رادیو در سپتامبر ۱۹۸۶ بود که سیا سوار فرکانس‌های تلویزیون داخلی ایران شد و ۱۱ دقیقه سخنرانی رضا پهلوی را پخش کرد.
هنگامی که اخبار پول سیا در ایالات متحده، فرانسه و ایران منتشر شد، امینی که احساس کرد به اعتبار وی لطمه خورده‌است، از سیاست کنار کشید. در سال ۱۹۸۶ منوچهر گنجی جانشین او شد.